# 宇文皇后
宇文皇后（うぶんこうごう、? - 554年）は、西魏の廃帝元欽の皇后。本貫は代郡武川鎮。

## 経歴
宇文泰の長女として生まれた。幼くして風采が優れており、列女図をならべて身近に置いていた。535年（大統元年）、元欽が皇太子となると、彼女は東宮に入れられて、皇太子妃として立てられた。551年（大統17年）、元欽が即位すると、彼女は皇后に立てられた。夫婦仲は良く、妃嬪がなかった。
554年（廃帝3年）1月、元欽が廃位され、彼女も退位した。夫とともに雍州に移され、4月に元欽が毒殺されると、彼女も魏国に対し忠誠を示すため、自死した。

## 伝記資料
- 『北史』巻13 列伝第1